# This Business of Art
A This Business Of Art Tegan and Sara nagylemeze, melyet elsőként adtak ki a Vapor Records-nál, annak ellenére, hogy az előző évben már kiadták az Under Feet Like Ours-t.
Az album a Hawksleytown Studios-ban lett felvéve és az Umbrella Soundban, Torontóban.
A ‘My Number’ háttérzeneként jelent meg az Édes november című filmben.

## Az album dalai
1. "The First" – 3:13 (Tegan Quin)
2. "Proud" – 2:50 (Sara Quin)
3. "Frozen" – 2:44 (Tegan Quin)
4. "Hype" – 3:29 (Sara Quin)
5. "My Number" – 4:11 (Tegan Quin)
6. "All You Got" – 3:00 (Sara Quin)
7. "Freedom" – 2:42 (Tegan Quin)
8. "Not with You" – 3:33 (Sara Quin)
9. "More for Me" – 3:00 (Tegan Quin)
10. "Come On" – 3:06 (Sara Quin)
11. "Superstar" – 3:42 (Tegan Quin)